# Causa finalis
Causa finalis (in greco: τέλος, trasl. télos, "fine") è il termine latino per indicare la causa finale aristotelica. Essa designa uno scopo pianificato deliberatamente.
Il fine è identico alla fine, vale a dire allo stato ultimo che viene assunto da un ente. Aristotele distingueva tra causa efficiens e causa finalis per distinguere i processi naturali causali e le azioni praticamente giustificabili. Nel caso di un'azione, invece, la causa finale è la ragione per cui l'azione è stata compiuta.
Secondo Aristotele, le altre cause sono tre:
- causa materialis (causa materiale)
- causa formalis (causa formale o causa della forma)
- causa efficiens (causa agente o efficiente).

In Fisica II.9, Aristotele azzardò alcuni argomenti secondo cui la determinazione del fine (cioè della causa finale) di un fenomeno è più importante delle altre cause. Egli sostiene che il fine è quello che lo realizza, quindi per esempio "se si definisce l'operazione di segare come un certo tipo di divisione, allora questo non può avvenire a meno che la sega non abbia denti di un certo tipo; e questi non possono essere a meno che non sia di ferro». Secondo Aristotele, una volta che una "causa" finale è in atto, le "cause" materiali, efficienti e formali seguono di necessità. Tuttavia, raccomanda che lo studioso della natura determini anche le altre "cause" e osserva che non tutti i fenomeni hanno una fine, ad esempio gli eventi casuali.
Aristotele osservò che l'esistenza di un fine non implica necessariamente deliberazione, intenzione, coscienza o intelligenza. Ad esempio, un seme ha come fine l'eventuale pianta adulta se e solo se il seme diventa la pianta adulta in circostanze normali: il fine è presente nella natura senza deliberazione, intenzione, coscienza o intelligenza.
Secondo il filosofo tedesco Wilhelm Kamlah, la causa finale non si dà per gli eventi che non possono essere influenzati. Se si assume che gli eventi naturali non influenzabili dall'uomo abbiano comunque una causa finale, allora si sta assumendo l'esistenza di un piano divino di salvezza. La storia della salvezza trova poi il suo fine in un'escatologia.
Tommaso d'Aquino utilizzò questo argomento nell'ultima delle sue Cinque vie per dimostrare l'esistenza di Dio: proprio perché una molteplicità di enti naturali privi di un'intelligenza propria mostra di muoversi ed essere orientata a un fine ultimo, questa è la prova che il fine è stato impresso al loro interno, nella loro essenza, direttamente da Dio, che è la causa prima creatrice e ordinatrice.
Sempre a tale riguardo, nella Fenomenologia dello spirito Hegel sostenne che "la fine è il fine" e che "solo alla fine l'oggetto è realmente ciò che è". Infatti, la sintesi è il momento in cui cessa il dispiegamento dialettico dell'oggetto e in cui ogni cosa consegue il fine ultimo che le era proprio, essenziale e connaturato fin dal primo istante della sua esistenza (cioè nel momento della tesi).